# Горско село
Горско село е село в Североизточна България. То се намира в община Омуртаг, област Търговище.

## География
Село Горско село се намира в планински район.

## История

### Античност
От всички регистрирани находки в Търговищко най-голям е броят на тези от периода на Античността. Край Горско село са открити находки, съдържащи тракийско въоръжение - върхове на копия, вероятно от ІІІ в. пр.н.е.